# Stazione di Lisbona Sul e Sueste
La stazione di Lisbona Sul e Sueste (in portoghese estação do Sul e Sueste, conosciuta anche come Terminal Fluvial do Terreiro do Paço) è una stazione di Lisbona, in Portogallo e costituì la stazione terminale marittima della ferrovia dell'Alentejo che veniva raggiunta mediante traghettamento. Fu inaugurata il 28 maggio 1932.

## Storia

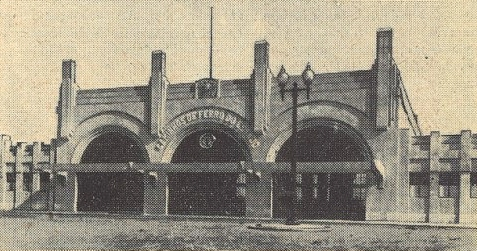
La stazione fotografata poco prima della sua inaugurazione.

La stazione, poco più di una baracca sul molo nelle vicinanze della Praça do Comércio, veniva raggiunta dal 1860 in poi da un traghetto regolare con navi a vapore sul fiume Tago. Il servizio di traghetto si era reso necessario dopo l'apertura della ferrovia dell'Alentejo nel 1857 tra Barreiro e Bombel (nel municipio di Vendas Novas), successivamente estesa a Setúbal ed Évora fino all'Algarve.

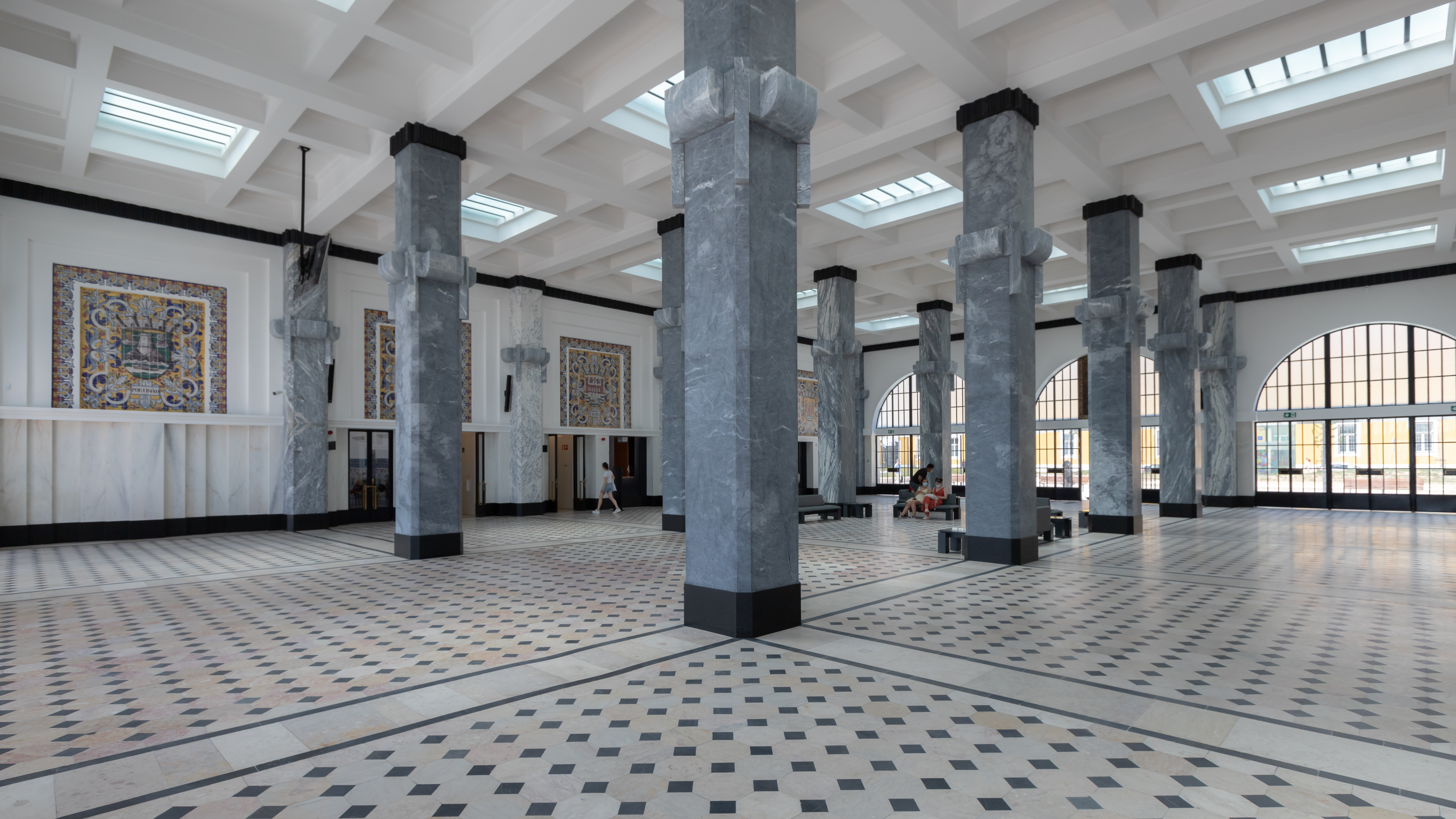
Gli interni della stazione dopo i lavori di riqualificazione.

L'edificio attuale venne costruito tra il 1929 ed il 1931 su progetto di José Ângelo Cottinelli Telmo, venendo inaugurato nel maggio del 1932.
Fino al 1993 le navi traghetto di collegamento tra le sponde nord e sud del fiume Tago erano gestite direttamente dalle Caminhos de Ferro Portugueses. Successivamente il servizio di traghetto è stato assunto dalla controllata CP Soflusa. Fino al 1998, le navi hanno sopportato il peso del traffico tra le sponde nord e sud. Nel 1999 venne aperto al traffico ferroviario il ponte 25 de Abril (ferrovia del Sud) per cui tutti i treni a lunga percorrenza, regionali e pendolari si sono immessi fino alla stazione.
Nel 2012 la stazione è stata dichiarata monumento di interesse pubblico. Tra il 2019 ed il 2020 è stata oggetto di lavori di riqualificazione.

## Inquadramento nella rete
La stazione è una del gruppo di 5 direttrici ferroviarie che accedono al centro di Lisbona:
- Lisbona Rossio (terminale delle linee di Sintra e dell'Ovest)
- Lisbona Sul e Sueste (terminale della ferrovia dell'Alentejo: servizio CP Urbanos de Lisboa "linea di Sado")
- Lisbona Cais do Sodré (terminale della ferrovia di Cascais)
- Lisbona Santa Apolónia (terminale della ferrovia del Nord)
- Lisbona Campolide-A (terminale della ferrovia del Sud, via ponte 25 de Abril)